# 李紀 (成化進士)
李紀（1445年—？），字用修，直隸揚州府江都縣人，明朝政治人物。進士出身。

## 生平
應天府鄉試第六十九名。成化二年（1466年）丙戌科會試第二百八十九名，殿試登進士第三甲第八十九名。

## 家族
曾祖李廷震。祖父李茂卿。父亲李智。